# Glen Johnson (Fußballspieler, 1984)
Glen McLeod Cooper Johnson (* 23. August 1984 in London) ist ein ehemaliger englischer Fußballspieler. Der offensiv ausgerichtete, trickreiche und antrittsschnelle rechte Außenverteidiger, der auch auf der Außenbahn im Mittelfeld eingesetzt wurde, bestritt 54 Länderspiele für England. Größte Erfolge waren für ihn 2005 der Gewinn der englischen Meisterschaft und des Ligapokals mit dem FC Chelsea, 2008 der Sieg im FA Cup mit dem FC Portsmouth sowie 2012 erneut der Gewinn des Ligapokals mit Liverpool.

## Sportlicher Werdegang

### West Ham United (2000–2003)
Der im Londoner Distrikt Greenwich geborene Glen Johnson war ab 2000 im Alter von 15 Jahren Teil der renommierten Jugendakademie von West Ham United. Am 1. August 2001 unterzeichnete der fast 17-Jährige seinen ersten Profivertrag bei den Hammers. Zu Einsätzen in der „ersten Elf“ reichte es in der Saison 2001/02 noch nicht; seine Bewährungsmöglichkeiten blieben auf die Reservemannschaft beschränkt.
Am 17. Oktober 2002 lieh in sein Klub für insgesamt sieben Wochen an den Rivalen FC Millwall in die zweitklassige Football League Championship aus. Dort bestritt Johnson nach zwei Tagen sein erstes Ligaspiel gegen Norwich City, das mit 1:3 verloren ging. Im neuen Jahr lief er dann auch für West Ham erstmals in der A-Mannschaft auf und wurde bei der 2:4-Niederlage gegen Charlton Athletic für den Mittelfeldspieler Édouard Cissé eingewechselt. Letztlich kam er in den verbleibenden Partien der Saison 2002/03 auf insgesamt 15 Ligaeinsätze und etablierte sich somit auf der rechten Außenverteidigerposition. Mit seiner Unterschrift unter einen neuen Vierjahresvertrag dokumentierten die beiden Parteien zunächst die gewünschte langfristige Zusammenarbeit, aber das 2:2 gegen Birmingham City, das den Abstieg in die zweite Liga zur Folge hatte, war sein letzter Auftritt für West Ham United.

### FC Chelsea (2003–2006)
Am 15. Juli 2003 unterschrieb Johnson einen Vertrag beim FC Chelsea, der für ihn sechs Millionen Pfund bezahlte. Zwei Wochen nach seinem Debüt für die „Blues“ gegen MŠK Žilina schoss Johnson im Rückspiel des Champions-League-Qualifikationsspiels sein erstes Tor. Kurz vor diesem Treffer hatte er auch in der Meisterschaft beim neuen Klub seinen Einstand gefeiert und mit dem FC Chelsea mit 2:1 beim FC Liverpool gewonnen. Mit 63 Pflichtspielen in den ersten beiden Jahren und zwei Titeln im Jahr 2005 (englische Meisterschaft und Ligapokal) war er auf Anhieb eine feste Größe, wenngleich er im Ligapokalendspiel gegen den FC Liverpool (3:2) erst nach 81 Minuten für Joe Cole eingewechselt worden war.
Den Premier-League-Titel verteidigte Chelsea zwar in der darauffolgenden Spielzeit, aber Johnson hatte da bereits seinen Platz dauerhaft an Paulo Ferreira verloren–zudem sorgte der vielseitig verwendbare Geremi Njitap für weitere Konkurrenz auf der rechten Außenverteidigerposition. Nur vier Ligaauftritte in der Saison 2005/06 bedeuteten, dass er die Mindestanzahl für eine Meisterschaftsmedaille unterschritt. Als Folge der mäßigen sportlichen Perspektive lieh ihn sein Klub im Juni 2006 für eine komplette Spielzeit an den FC Portsmouth unter Trainer Harry Redknapp aus.

### FC Portsmouth (2006–2009)
Nach dem Ablauf der Leihe kehrte er zunächst zu Chelsea zurück, und da Geremi mittlerweile zu Newcastle United gewechselt war, erschien die Konkurrenz kleiner. Er bestritt im August 2007 aber nur noch drei Pflichtspiele für Chelsea, bevor er am 31. August 2007–dem letzten Tag des Sommer-Transferfensters–einen Vierjahresvertrag beim FC Portsmouth unterzeichnete. Die Ablösesumme betrug Medienberichten zufolge vier Millionen Pfund. In Portsmouth war Johnson, anders, als zuvor unter José Mourinho in London, auf Anhieb Stammspieler als Rechtsverteidiger und auch die Erfolge blieben nicht aus. Den 9. Ligaplatz aus dem Vorjahr verbesserte Johnson mit „Pompey“ nicht nur um einen Rang, sondern er stand auch in der Elf, die nach einem 1:0-Finalsieg gegen den Zweitligisten Cardiff City am 17. Mai 2008 den FA Cup eroberte.
Die folgende Spielzeit 2008/09 verlief für den FC Portsmouth nur mäßig erfolgreich, als gleich drei verschiedene Trainer beschäftigt wurden. Johnson war zunächst unter Redknapp wie gewohnt als laufstarker, offensiver Außenverteidiger im 3–5–2-System („wing-back“) unterwegs und wechselte nach einer Übergangsphase mit Ex-Co-Trainer Tony Adams unter dessen Nachfolger Paul Hart zeitweise in eine Mittelfeldrolle. In 37 Pflichteinsätzen gelangen Johnson drei Tore–sämtlich mit dem schwächeren linken Fuß erzielt –, wozu auch ein Distanzschusstreffer am 22. November 2008 gegen Hull City zählte, das die Fernsehsendung Match of the Day später zum Tor des Jahres wählte. Am Ende der Runde wurde Johnson sowohl in das „Team der Saison“ der Premier League als auch vereinsintern zum besten Akteur gewählt. Gerüchte über einen bevorstehenden Neun-Millionen-Transfer zum FC Liverpool hatte er zuvor im Januar 2009 noch mit der Unterschrift unter einem neuen 4½-Jahresvertrag und einem erneuten Bekenntnis zum FC Portsmouth im April 2009 scheinbar widerlegt.

### FC Liverpool (2009–2015)
Dessen ungeachtet begann ein Wettbieten um Glen Johnson, nachdem Portsmouth’ Vorstandsvorsitzender Peter Storrie am 13. Juni 2009 ein „beträchtliches Angebot“ und den FC Chelsea, den FC Liverpool sowie Manchester City als mögliche Kandidaten vermeldet hatte. Die Wahl fiel neun Tage später auf die „Reds“ aus Liverpool. Das Transfervolumen lag bei etwa 18 Millionen Pfund; Teil des Geschäfts war auch die noch ausstehende Sieben-Millionen-Zahlung in die umgekehrte Richtung für Peter Crouch, bei der die Liverpooler Vereinsführung „Entgegenkommen signalisierte“. Johnson unterschrieb einen Vierjahresvertrag an der Merseyside. Drei Tage nach seinem Liverpooler Premier-League-Einstand gegen Tottenham Hotspur (1:2) führte er sich beim Heimdebüt gegen Stoke City (4:0) am 19. August 2009 gut ein, schoss seinen ersten Treffer und erhielt die Auszeichnung zum „Man of the Match“. Ein Innenbandriss im rechten Knie zum Jahresende 2009 sorgte für eine zweimonatige Zwangspause, bevor sich Johnson im März 2010 zurückmeldete.
Unter dem neuen Trainer Roy Hodgson begann Johnson zunächst weiter in Liverpools Startelf, aber kleinere Verletzungen und Formschwächen sorgten dafür, dass Trainer Hodgson öffentlich Kritik an seinen Darbietungen äußerte. Unmittelbar später gelang ihm nach Auskurierung einer Leistenverletzung gegen den Ex-Klub West Ham United das erste Premier-League-Tor der laufenden Saison. Erste Zeichen der Leistungsverbesserung sorgte jedoch erst der Trainerwechsel hin zu Kenny Dalglish, der ihn häufig auf der Linksverteidigerposition einsetzte. Besonders verbessert zeigte sich der Abwehrverbund beim 1:0-Sieg gegen den FC Chelsea. Sein Wiedererstarken führte letztlich zu einer Vertragserneuerung, wobei die Laufzeit des neuen Kontrakts nicht bekannt gegeben wurde.
In der Saison 2011/12 machte Johnson erneut gegen den Ex-Klub aus Chelsea auf sich aufmerksam, als er Ende November 2011 an der Stamford Bridge kurz vor Spielende mit einer Einzelaktion die Entscheidung zu einem 2:1-Sieg herbeiführte. Am 26. Februar 2012 verhalf er Liverpool zum ersten Titelgewinn seit 2006 durch einen Finalsieg im Ligapokal gegen Cardiff City. Dabei bestritt er sämtliche 120 Spielminuten inklusive Verlängerung und er gehörte zu den erfolgreichen Schützen beim abschließenden Elfmeterschießen. In der folgenden Spielzeit 2012/13 verpasste er unter dem neuen Trainer Brendan Rodgers nur zwei Premier-League-Spiele, übertraf gleichzeitig die 150-Ligaeinsätze-Marke für die „Reds“ und schoss zwei Tore in Pflichtbegegnungen – gegen den FK Homel in der Europa League und in der heimischen Liga beim Ex-Klub aus West Ham. Im Jahr darauf zählte Liverpool plötzlich zu den Titelaspiranten in der Premier League, scheiterte letztlich aber knapp im Fernduell mit Manchester City und wurde Vizemeister. Dabei wurden Johnsons Leistungen als wechselhaft eingestuft und die Defensive galt im Titelrennen als zu instabil. Besonders in einer wegweisenden Partie kurz vor Saisonende gegen Crystal Palace, als Liverpool in der Schlussphase einen 3:0-Vorsprung verspielte (Endstand 3:3), zählte Johnson zu den kritisierten Akteuren. Im Mai 2014 mehrten sich die Spekulationen über mögliche Umbauten in der Defensive durch Trainer Rodgers, der auch Johnson zum Opfer fallen könnte. Trotzdem blieb er noch eine Saison, machte aber in seiner letzten Saison in Liverpool nur 19 Ligaspiele. Ein Angebot zur Vertragsverlängerung lehnte Jonson ab. 

### Stoke City (2015–2018)
Anfang Juli 2015 wurde publik, dass Stoke City den damals 30-jährigen für zwei Jahre mit Option auf eine weitere Spielzeit unter Vertrag nimmt. Im April 2017 wurde der Verein um ein Jahr verlängert. Nach dem Abstieg des Klubs am Ende der Saison 2017/18 erhielt Johnson, ebenso wie sein Mannschaftskollege Stephen Ireland, vom neuen Trainer Gary Rowett keine Vertragsverlängerung angeboten. Nach halbjähriger Vereinslosigkeit gab Johnson im Januar 2019 sein sofortiges Karriereende bekannt. Als Grund nannte er seine schwindenden körperlichen Voraussetzungen für den Profisport.

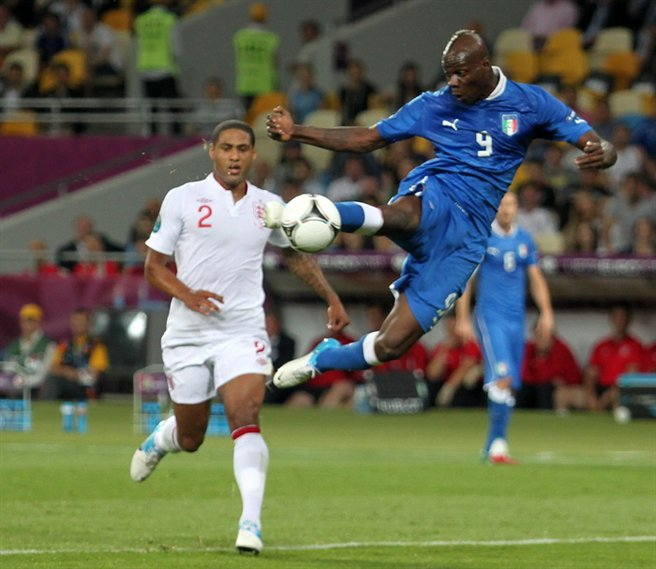
Johnson gegen Mario Balotelli im Viertelfinalspiel gegen Italien bei der EM 2012

## Englische Nationalmannschaft
Noch während Johnson für die U-21-Auswahl aktiv war, debütierte er am 18. November 2003 gegen Dänemark für die englische A-Nationalmannschaft, wo er nach 16 Minuten den verletzten Gary Neville auf der rechten Außenverteidigerposition vertrat. Sein fünfter Auftritt für die „Three Lions“ gegen denselben Gegner knapp zwei Jahre später war bis März 2008 sein letzter, und er verlor seinen Platz als Nevilles Ersatzmann an Luke Young–Steve McClaren verzichtete ab Sommer 2006 komplett auf Johnsons Dienste. Erst dessen Nachfolger Fabio Capello berief ihn zu Beginn des Jahres 2008 wieder in den Kader.
Unter Capello etablierte sich Johnson mit 15 Länderspielen in den Jahren 2008 und 2009 in der Stammelf auf der rechten Außenbahn und bestritt stetig die erfolgreichen Qualifikationsspiele für die WM 2010 in Südafrika. Am 24. Mai 2010 schoss er im Freundschaftsspiel gegen Mexiko (3:1) sein erstes Länderspieltor. Bei der WM-Endrunde selbst absolvierte er wie sein Klubkamerad Steven Gerrard die ersten drei Partien über die gesamte Spielzeit hin, bevor er während der 1:4-Achtelfinalniederlage gegen Deutschland ausgewechselt wurde. Zwei Jahre später stand Johnson auch im Aufgebot für die Euro 2012 in der Ukraine und Polen. Wie in Südafrika bestritt er alle vier Partien, wobei England im Viertelfinale ausschied – nun war Italien nach torlosen 120 Minuten Endstation im Elfmeterschießen, wobei Johnson nicht zum Strafstoß hatte antreten müssen.
Auf Capello folgte 2012 Roy Hodgson und Johnson war weiter fester Bestandteil der englischen Mannschaft, obwohl die Zusammenarbeit zwischen Capello und Johnson in Liverpool zwei Jahre zuvor nicht ohne Komplikationen abgelaufen war. Wenn er nicht aufgrund von Verletzungen oder Sperren zu pausieren hatte, stand er auch fortan in der Stammformation auf der rechten Abwehrseite und nach erfolgreicher WM-Qualifikation nominierte ihn Hodgson für die Weltmeisterschaft in Brasilien.

## Titel/Auszeichnungen
- Englische Meisterschaft (1): 2005
- Englischer Pokal (1): 2008
- Englischer Ligapokal (2): 2005, 2012
- PFA Team of the Year (1): 2009